# العلاقات المغربية الزامبية
العلاقات المغربية الزامبية هي العلاقات الثنائية التي تجمع بين المغرب وزامبيا.

### الدعم الثابت لمبادرة الحكم الذاتي
لطالما عبرت جمهورية زامبيا، في أكثر من مناسبة، عن موقفها الداعم لوحدة المغرب الترابية ولسيادته على كامل أراضيه، بما فيها الصحراء المغربية، على اعتبار أن المخطط المغربي للحكم الذاتي هو الحل الأوحد الموثوق والجاد والواقعي. و الجدير بالذكر أن زامبيا قد سبق لها أن افتتحت قنصلية عامة لها  في أكتوبر من سنة 2020 بمدينة العيون المغربية.

## مقارنة بين البلدين
هذه مقارنة عامة ومرجعية للدولتين:
| وجه المقارنة                                              | المغرب                                 | زامبيا                         |
| --------------------------------------------------------- | -------------------------------------- | ------------------------------ |
| المساحة (كم2)                                             | 710.85 ألف                             | 752.62 ألف                     |
| عدد السكان (نسمة)                                         | 36.07 مليون                            | 17.09 مليون                    |
| الكثافة السكانية (ن./كم²)                                 | 50.74                                  | 22.71                          |
| العاصمة                                                   | الرباط                                 | لوساكا                         |
| اللغة الرسمية                                             | اللغة العربية، أمازيغية معيارية مغربية | لغة إنجليزية                   |
| العملة                                                    | درهم مغربي                             | كواشا زامبي، كواشا زامبي قديم ‏ |
| الناتج المحلي الإجمالي (بليون دولار)                      | 109.14 مليار                           | 25.81 مليار                    |
| الناتج المحلي الإجمالي (تعادل القوة الشرائية) بليون دولار | 274.06 مليار                           | 62.18 مليار                    |
| الناتج المحلي الإجمالي الاسمي للفرد دولار أمريكي          | 2.88 ألف                               | 1.30 ألف                       |
| الناتج المحلي الإجمالي للفرد دولار أمريكي                 | 7.49 ألف                               | 3.90 ألف                       |
| مؤشر التنمية البشرية                                      | 0.628                                  | 0.586                          |
| رمز المكالمات الدولي                                      | +212                                   | +260                           |
| رمز الإنترنت                                              | .ma                                    | .zm                            |
| المنطقة الزمنية                                           | ت ع م+01:00                            | ت ع م+02:00                    |

## منظمات دولية مشتركة
يشترك البلدان في عضوية مجموعة من المنظمات الدولية، منها:
| علم المنظمة | اسم المنظمة                               | تاريخ انضمام المغرب | تاريخ انضمام زامبيا |
| ----------- | ----------------------------------------- | ------------------- | ------------------- |
|             | الاتحاد البريدي العالمي                   | ?                   | ?                   |
|             | يونسكو                                    | 7 نوفمبر 1956       | 9 نوفمبر 1964       |
|             | البنك الدولي للإنشاء والتعمير             | 25 أبريل 1958       | 23 سبتمبر 1965      |
|             | منظمة التجارة العالمية                    | 1995                | ?                   |
|             | وكالة ضمان الاستثمار متعدد الأطراف        | 17 سبتمبر 1992      | 6 يونيو 1988        |
|             | البنك الإفريقي للتنمية                    | ?                   | ?                   |
|             | الاتحاد الدولي للاتصالات                  | 1 نوفمبر 1956       | 23 أغسطس 1965       |
|             | منظمة الشرطة الجنائية الدولية             | ?                   | ?                   |
|             | مؤسسة التمويل الدولية                     | 30 أغسطس 1962       | 23 سبتمبر 1965      |
|             | الأمم المتحدة                             | 12 نوفمبر 1956      | 1 ديسمبر 1964       |
|             | الاتحاد الأفريقي                          | ?                   | ?                   |
|             | مؤسسة التنمية الدولية                     | 29 ديسمبر 1960      | 23 سبتمبر 1965      |
|             | الوكالة الدولية للطاقة الذرية             | ?                   | ?                   |
|             | منظمة حظر الأسلحة الكيميائية              | ?                   | ?                   |
|             | المركز الدولي لتسوية المنازعات الاستشارية | 10 يونيو 1967       | 17 يوليو 1970       |

## وصلات خارجية
- موقع وزارة الخارجية المغربية